# Philippe-Jacques van Bree

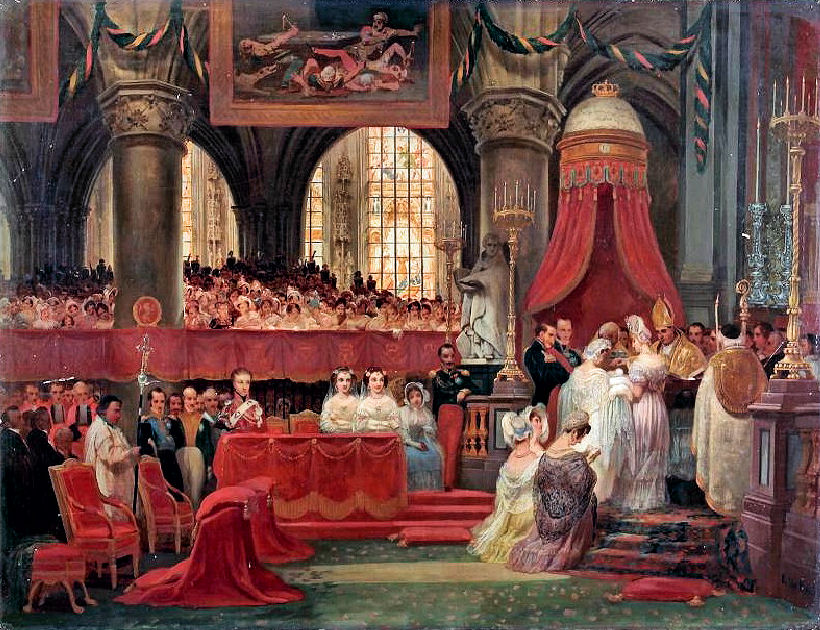
Ludvig Filips dop.

Philippe-Jacques (även Philippus Jacobus eller Filip Jakob) van Bree, född den 13 januari 1786 i Antwerpen, död den 16 februari 1871 i Saint-Josse-ten-Noode, var en belgisk historiemålare. Han var bror och lärjunge till Mathieu-Ignace van Brée.
van Bree studerade i Paris och Italien. Bland hans tavlor kan nämnas Atala, Drottning Blanca och Maria Stuart i dödsstunden.